# Steve Gaines
Steven Earl "Steve" Gaines (14 de septiembre de 1949-20 de octubre de 1977) fue un guitarrista estadounidense. Es popular por haber pertenecido a la agrupación de rock sureño Lynyrd Skynyrd, y por ser el hermano menor de Cassie Gaines, corista de la misma banda. El 20 de octubre de 1977, tres días después del lanzamiento del álbum Street Survivors, murió en el mismo accidente aéreo que terminó con la vida de Ronnie Van Zant, su hermana Cassie, el mánager Dean Kilpatrick, el piloto Walter McCreary y el copiloto William Gray.

## Discografía

### Lynyrd Skynyrd
- One More from the Road (1976)
- Street Survivors (1977)

### Crawdad
- One in the Sun